# Josef Köcher
Josef Köcher (* 15. März 1907 in Bleiswedel, Böhmen; † 22. April 1997) war ein hessischer Politiker (SPD) und Abgeordneter des Hessischen Landtags.

## Ausbildung und Beruf
Josef Köcher erlernte den Beruf des Kaufmanns im Arbeiter-Konsumverein Tetschen-Bodenbach. Nach dem Anschluss des Sudetenlandes 1938 wurde der Sozialdemokrat für mehrere Monate im Zuchthaus Bautzen inhaftiert. Im Zweiten Weltkrieg diente Köcher als Soldat der Wehrmacht. Nach dem Zweiten Weltkrieg kam er als Vertriebener aus dem Sudetenland nach Nordhessen. Der gelernte Kaufmann siedelte sich zunächst in Weimar an, zuletzt lebte er in Lohfelden.

## Politik
Mit 14 Jahren trat Josef Köcher in die SPD ein. 1948 wurde er für die SPD in den Kreistag gewählt. Er war von 1951 bis zur Gebietsreform in Hessen 1972 Landrat des Landkreises Kassel.
Vom 1. Dezember 1950 bis zum 30. November 1974 war Josef Köcher über sechs Wahlperioden lang Mitglied des Hessischen Landtags. Von 1967 bis 1969 war er stellvertretender Vorsitzender der SPD-Fraktion.
1954 und 1959 war Köcher Mitglied der Bundesversammlung.

## Ehrungen
- 1966: Großes Verdienstkreuz der Bundesrepublik Deutschland
- 1972: Großes Verdienstkreuz mit Stern der Bundesrepublik Deutschland
- Josef Köcher wurde am 21. Juni 1977 zum Ehrenbürger von Baunatal ernannt.
- 1984: Wilhelm-Leuschner-Medaille